# Barajas de Melo
Barajas de Melo es un municipio y localidad española de la provincia de Cuenca, en la comunidad autónoma de Castilla-La Mancha. En  el Padrón de 2023 tenía 1.012 habitantes según los datos oficiales del INE.

## Geografía

### Ubicación
Barajas de Melo es un municipio de Cuenca que se encuentra enmarcado en la comarca de la Alcarria Conquense, está situado a ocho kilómetros de Leganiel, a 11 km de Saceda-Trasierra, a 20 km de Tarancón, a 82 km de Cuenca y a 100 km de Madrid, teniendo otros pueblos cercanos como Paredes (Cuenca), Huelves (Cuenca), Illana (Guadalajara). Su término municipal discurre de este a oeste, comenzando en la Sierra de Altomira (este) y terminado en el río Tajo (oeste). Por su término discurre el río Calvache (afluente del Tajo).
Por este municipio transcurre el Camino de Uclés.

### Localidades
En el término municipal se encuentran los núcleos de población de Barajas de Melo (capital del municipio) y El Ballestar, una urbanización de gran tamaño compuesta de viviendas unifamiliares y en la que se encuentra situado un hotel.

### Clima
Cuenta con un clima mediterráneo frío.

## Historia
El emplazamiento de Barajas de Melo sirvió de foco de atracción y de morada a gentes de distintas culturas asentándose celtíberos, romanos y musulmanes. 
Históricamente, este pueblo perteneció a la jurisdicción de Huete hasta que en 1553, por orden real se eximió de esta dependencia otorgándole a la localidad la autonomía con el nombre de Barajas de Suso, pasando a formar parte dos siglos más tarde del Condado de Francisco de Melo, que fue quien, al ceder el dominio del pueblo, le puso el sobrenombre a la villa.

## Demografía
Barajas de Melo cuenta con una población de 973 habitantes (INE 2024).
| Gráfica de evolución demográfica de Barajas de Melo entre 1842 y 2021                                               |
| |
| Población de derecho según los censos de población del INE Población de hecho según los censos de población del INE |

## Administración
| Periodo   | Nombre                                        | Partido |
| --------- | --------------------------------------------- | ------- |

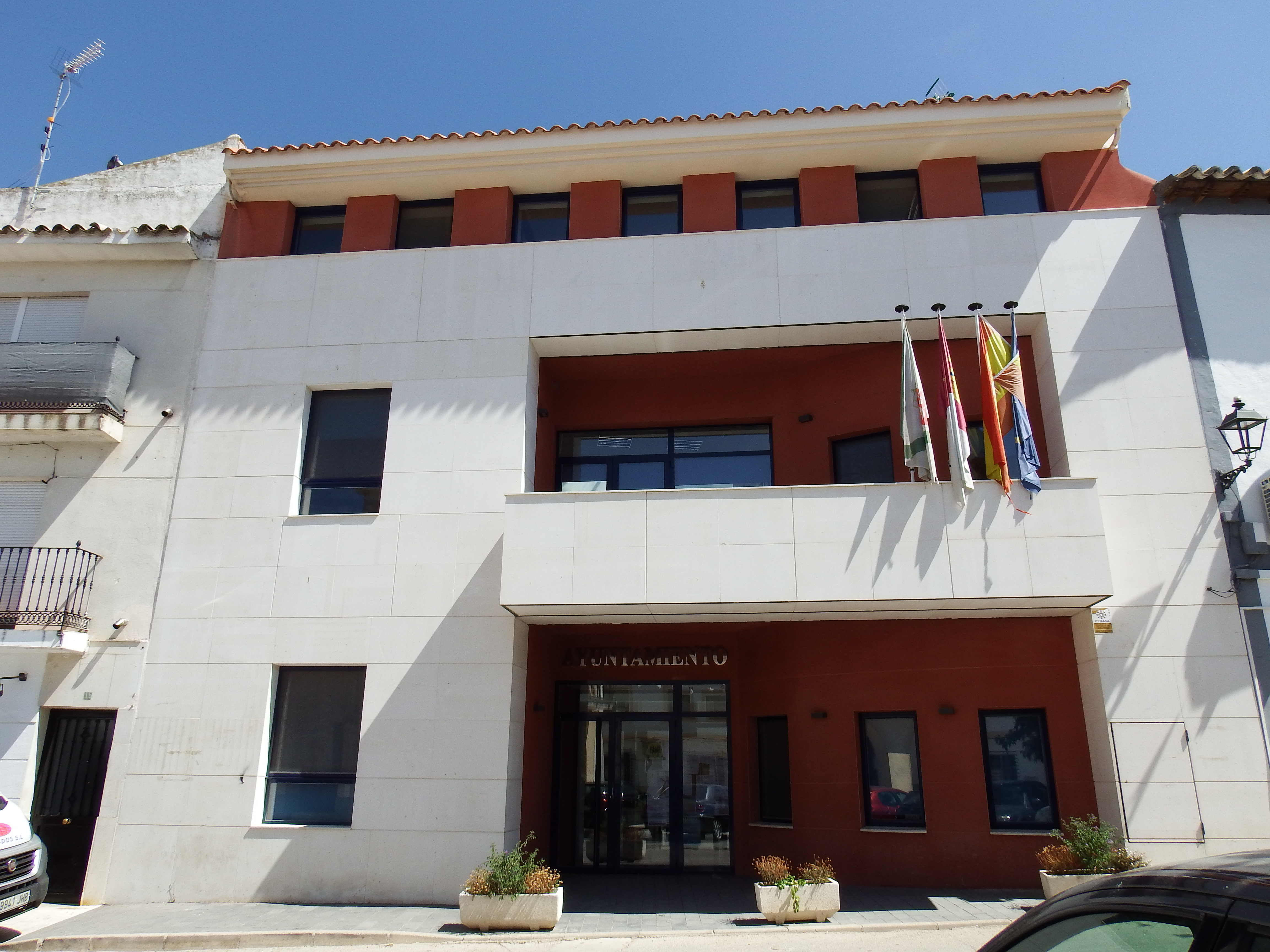
Casa consistorial

| 1979-1983 | Luis Corpa Villavieja Enrique Asensio Ballega | UCD     |
| 1983-1987 | Miguel Ruiz Oliva                             | AP      |
| 1987-1991 | José García Fernández                         | PSOE    |
| 1991-1995 | José García Fernández                         | PSOE    |
| 1995-1999 | José García Fernández                         | PSOE    |
| 1999-2003 | Luis Ayllón Oliva                             | PSOE    |
| 2003-2007 | Luis Ayllón Oliva                             | PSOE    |
| 2007-2011 | Luis Ayllón Oliva                             | PSOE    |
| 2011-2015 | Luis Ayllón Oliva                             | PSOE    |
| 2015-2019 | Luis Ayllón Oliva                             | PSOE    |
| 2019-2023 | María de las Milagros Llorente Rodríguez      | PSOE    |
| 2023-act. | María de las Milagros Llorente Rodríguez      | PSOE    |

## Patrimonio

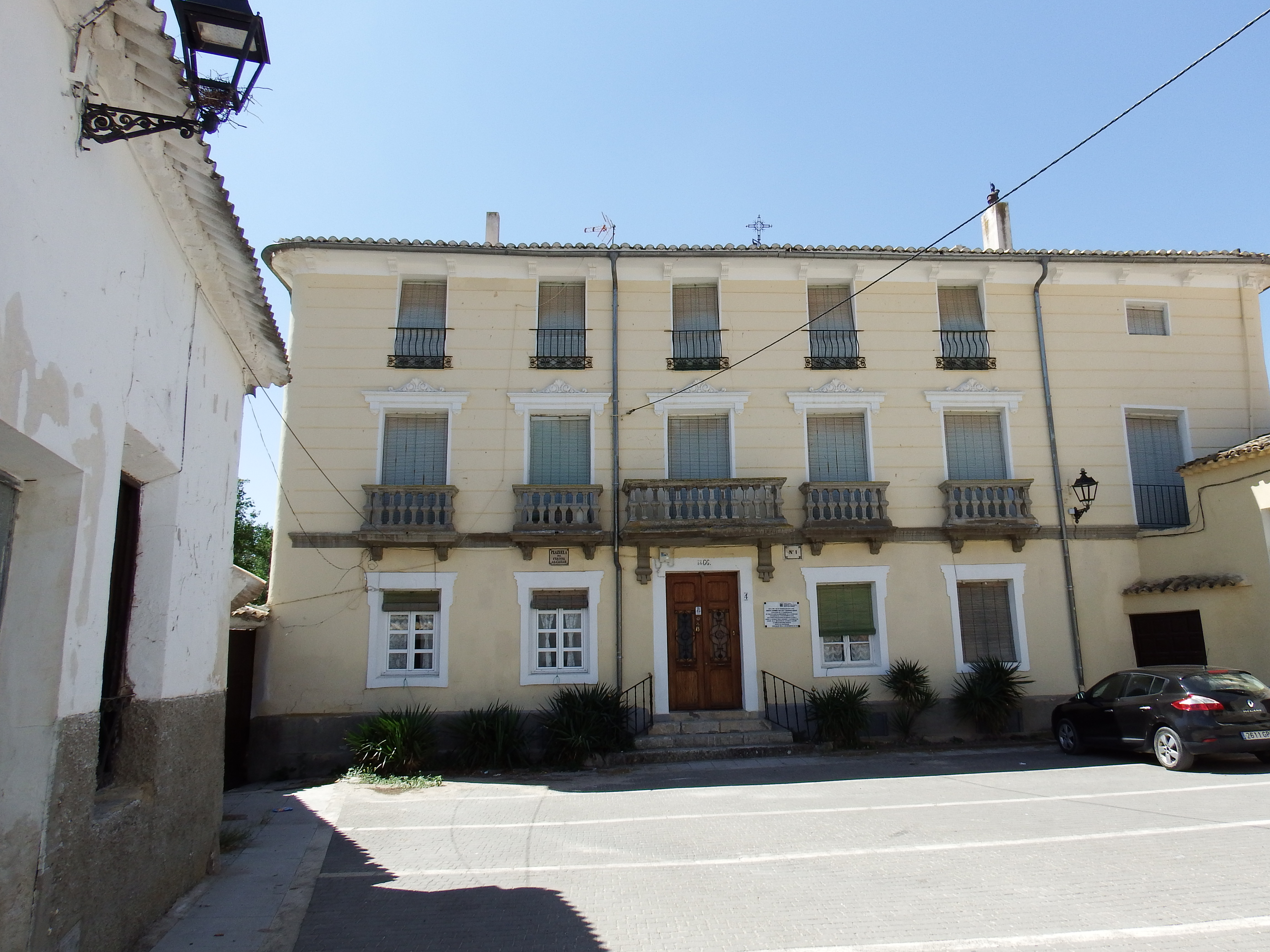
Palacete de Fuente Alcázar

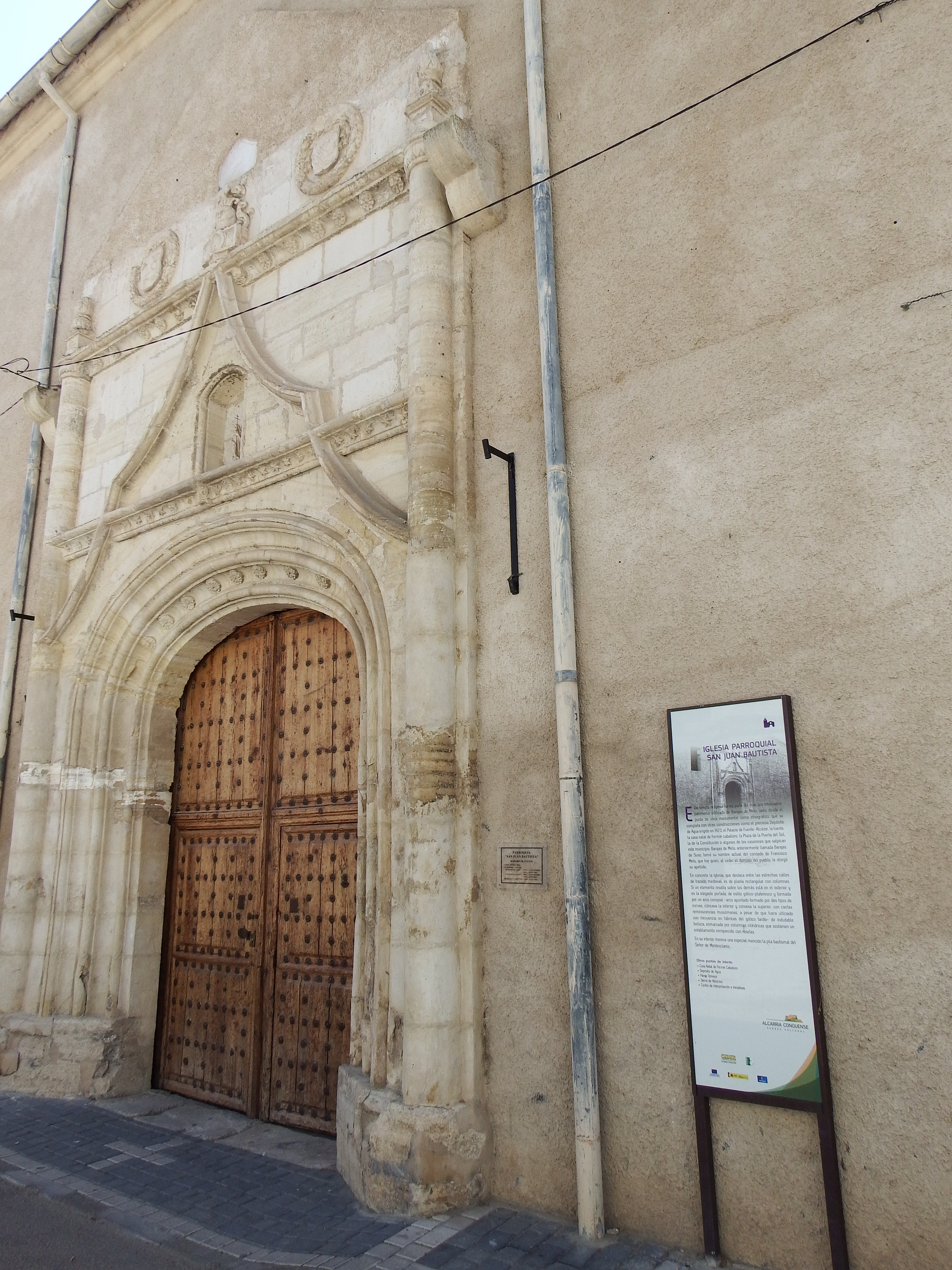
Portada de la iglesia

- Iglesia parroquial de San Juan Bautista. Construida en el siglo XV y de la que se conserva una portada gótico-plateresca enmarcada en un arco conopial de gran belleza y armonía.
- Casa natalicia de Fermín Caballero. El Centro Cultural que lleva su nombre alberga enseres, documentos y bibliografía de este ilustre personaje.
- Palacete Fuente Alcázar. Caserón de tipo palaciego, de planta rectangular, construido en el siglo XIX. Tiene una fachada principal con balconada en planta primera y balcones sin volar con rejas metálicas en la segunda planta.
- Jardín del Cerro. Es una finca de recreo, fundada por Fermín Caballero en 1860. Se compone de una casa-palacio, capilla, edificios de servicio, lago artificial, fuentes y embarcadero, así como un jardín con paseos, plazas y rotondas. Actualmente es de propiedad privada.
- Donace. Nacimiento del río Calvache. Es una de las riberas mejor conservadas de la Alcarria Conquense con árboles centenarios a la largo del sendero. A pocos metros Puerta Paredes: obra de la erosión hídrica y hábitat del búho real.